# Kopytnik długopłatkowy
Kopytnik długopłatkowy (Asarum caudatum Lindl.) – gatunek rośliny z rodziny kokornakowatych (Aristolochiaceae Juss.). Występuje naturalnie w zachodniej części Ameryki Północnej – w kanadyjskiej prowincji Kolumbia Brytyjska oraz w Stanach Zjednoczonych (w Kalifornii, Montanie, Idaho, Oregonie i w stanie Waszyngton). 

## Morfologia
PokrójBylina tworząca kłącza.
LiściePojedyncze, mają sercowaty kształt. Mierzą 2–8 cm długości oraz 4,5–12 cm szerokości. Blaszka liściowa jest o tępym wierzchołku. Ogonek liściowy jest nagi i dorasta do 8–17 mm długości.
KwiatySą promieniste, obupłciowe, pojedyncze, ułożone poziomo. Okwiat ma cylindryczny kształt i brązowopurpurową barwę (rzadko zielonkawą), jest mniej lub bardziej owłosiony. Listki okwiatu są rozpostarte, o bardzo długim, spiczastym wierzchołku.

## Biologia i ekologia
Rośnie w borach, często na glebach wilgotnych. Występuje na wysokości do 2200 m n.p.m. Kwitnie od kwietnia do lipca. 

## Zmienność
W obrębie tego gatunku wyróżniono jedną odmianę:
- Asarum caudatum var. viridiflorum M.Peck